# Leucoma xanthosoma
Leucoma xanthosoma är en fjärilsart som beskrevs av Holland 1893. Leucoma xanthosoma ingår i släktet Leucoma och familjen tofsspinnare. Inga underarter finns listade i Catalogue of Life.